# SN 2000bc
SN 2000bc – supernowa odkryta 9 marca 2000 roku w galaktyce A103306-0100. W momencie odkrycia miała maksymalną jasność 18,90m.